# Ahmet İzzet Furgaç
Ahmet İzzet (Manastır, 1864 – Isztambul, 1937. március 31.) albán származású török katona, tábornok, pasa és államférfi. Az első világháború idején a  kaukázusi fronton harcolt, ahol a török erőket vezette.

## Élete
Ahmet İzzet pasa 1864-ben született a törökországi Manastırben, a mai macedón Bitola városában. Több helyen is tanult, többek közt végzett tanulmányokat a Német Birodalomban is.
Ahmed a katonai pályát választva belépett a török hadseregbe. Az első világháború kitörését megelőző évben (1913) kinevezték hadügyminiszterré, amely posztot 1914-ig töltötte be. Utódja Enver pasa volt.
1917 áprilisában kinevezik a pasát a kaukázusi török hadsereg parancsnokává. Irányítása alatt a törököknek sikerült megállítaniuk az orosz erőket.
A régi parlament feloszlatása után a szultán 1918-ban a 281. nagyvezírré tette. Ebben a jogkörben megtagadta az Antantnak, hogy a Törökországban állomásozó német egységeket kiadják és megkezdődött az Ifjútörök mozgalom elleni per. Izzet pasa az Ifjútörök mozgalmat sosem támogatta, hatalomra kerülése és az ifjútörökök bukása után ő és kabinetje vádat emelt az ifjútörök kormány és az Ittihad központi bizottsága ellen. A vádnak két fő pontja volt: az Ifjútörök kormány a parlament döntését megkerülve lépett be a világháborúba és a másik az, hogy az ifjútörökök kormányzása alatt több százezer örményt deportáltak és mészároltak le (Örmény népirtás).
Később Ahmed Tevfik pasa kormányában 1920-ban belügyminiszter, majd 1921-től külügyminiszter. Annak ellenére, hogy a török kalifátust 1924-ben megszüntették, haláláig határozottan támogatta annak visszaállítását.
1928-ban megírta emlékiratait és 1937. március 31-én halt meg a török fővárosban, Isztambulban.